# دنيس مارش
دنيس مارش (بالإنجليزية: Dennis Marsh)‏ هو مغني نيوزلندي، ولد في 22 فبراير 1951 في Te Kūiti ‏ في نيوزيلندا.

## وصلات خارجية
- الموقع الرسمي
- دنيس مارش على موقع ميوزك برينز (الإنجليزية)